# 阿什诺河
阿什诺河（法語：Acheneau，法語發音：[aʃno]）是法国卢瓦尔河地区大区大西洋卢瓦尔省的河流，是卢瓦尔河的左支流，长29.8千米。